# Лил (Северна Дакота)
Лил (енгл. Leal) град је у америчкој савезној држави Северна Дакота.

## Демографија
По попису из 2010. године број становника је 20, што је 16 (-44,4%) становника мање него 2000. године.
| Група             | 2000.       | 2010.      |
| Белци             | 36 (100,0%) | 19 (95,0%) |
| Афроамериканци    | 0 (0,0%)    | 0 (0,0%)   |
| Азијати           | 0 (0,0%)    | 0 (0,0%)   |
| Хиспаноамериканци | 0 (0,0%)    | 0 (0,0%)   |
| Укупно            | 36          | 20         |